# Maria Rosa Inzoli
Maria Rosa Inzoli (Mandello del Lario, 19 aprile 1927 – Brescia, 8 maggio 2017) è stata una medica italiana geriatra, fondatrice della Sezione italiana di Medicus Mundi.

## Biografia
Trascorre l’infanzia a Calvisano, nella bassa bresciana, paese d’origine della famiglia. All’età di sei anni perde a causa della polmonite il padre e la sorella minore e questo evento indirizza le sue future scelte di studio e professionali.
Conseguita la maturità classica a Brescia nel 1947, si iscrive a Farmacia all’Università di Parma, per trasferirsi l’anno successivo alla facoltà di Medicina dove si laurea nel 1953. Dal primo febbraio 1954 lavora come assistente volontaria presso gli Spedali Civili di Brescia nel reparto di Medicina generale. Nel luglio del 1957 ottiene la specializzazione in Medicina generale presso l’Università di Parma e nel dicembre 1959 consegue quella in Cardiologia all’Università di Torino.
A conclusione della sua lunga vita lavorativa in ambito ospedaliero, rimane attiva nel volontariato partecipando a convegni e conferenze sia rivolte a professionisti che ai cittadini, fino alla sua morte.
Si spegne nella sua casa di Via Solferino a Brescia poco dopo aver compiuto 90 anni.

## Attività professionale
Dopo aver lavorati presso gli Spedali Civili di Brescia e ottenute le specializzazioni in Medicina Generale e Cardiologia, nel 1976 è chiamata dall'Ospedale Sant'Orsola Fatebenefratelli di Brescia per trasformare la Divisione Lungodegenza in una Divisione di Medicina riabilitativa. Nel 1992 ne diventa Direttrice sanitaria fino al 1996.
Rivoluzione l’approccio allora consueto nella cura dei pazienti della lungodegenza, prevalentemente anziani, intuendo che fornire ai pazienti un percorso riabilitativo post degenza avrebbe significato dar loro migliore qualità di vita.  Con questo principio fondamentale di cura della persona prima ancora della malattia, interviene in modo pionieristico in Italia realizzando un reparto di Medicina Riabilitativa, intuendo che l’allungamento dell’aspettativa di vita avrebbe inevitabilmente aumentato le patologie cronico-degenerative. Introduce nuove tecniche neurofisiologiche come le elettromiografie e le stimolazioni magnetiche e crea una palestra all’interno dell’ospedale dotata anche di attrezzature all’avanguardia per l'epoca. Fornisce il reparto di uno strumento Doppler per individuare precocemente eventuali complicanze venose-arteriose frequenti nei pazienti allettati.
Dal 1990 introduce, per la prima volta in Italia in ambito riabilitativo, l’infiltrazione con tossina botulinica per trattare la spasticità, complicanza frequente dopo un ictus.
Molto attenta alla formazione dei suoi collaboratori, li spinge ad acquisire specializzazioni nel campo della riabilitazione, come quella appena istituita all’Università degli Studi di Milano in Medicina Fisica e Riabilitativa o in ambito neurologico presso l’Università degli Studi di Verona. Si fa promotrice anche della creazione presso l’Università di Brescia della specializzazione in Geriatria.
Promuove le attività di educazione e divulgazione sanitaria partecipando anche a trasmissioni televisive dedicate alla salute. Porta avanti iniziative scientifiche, come il Progetto Ome, prima indagine che vede correlare la salute fisica dell'anziano con l'ambiente in cui vive e le sue relazioni affettive e sociali, e il Progetto Centro Storico di Brescia per rilevare i fattori di rischio cui sono esposti i più anziani in città.

## Volontariato
Interpreta la professione come un servizio e in questa prospettiva si colloca anche il suo impegno sociale.

### Medicus Mundi
Si avvicina alla cooperazione umanitaria frequentando il Centro missionario Bresciano. Successivamente porta la sua esperienza professionale presso l'Ospedale di Kiremba in Burundii e quello di Kalongo in Uganda nel corso delle cosiddette vacanze-lavoro entrando in contatto con gli operatori volontari di Medicus Mundi International e di altre associazioni internazionali. Nasce così in lei l'idea di fondare nel 1968 la sezione italiana di Medicus Mundi con sede a Brescia per promuovere la medicina di base comunitaria con progetti integrati di sviluppo delle comunità svantaggiate; si dedica alla cooperazione sanitaria, operando in Africa, in Estremo Oriente, in America Latina, in Ucraina. Suo obiettivo è migliorare le condizioni sanitarie di questi paesi costruendo processi di autonomia attraverso progetti di formazione in loco del personale.
Della ong è presidente per più di 20 anni. Molti sono i progetti realizzati nell'ambito di questa associazione; tra questi spiccano la realizzazione della prima scuola di massofisioterapisti a Rilima in Rwanda presso il centro di riabilitazione e l'orfanatrofio, il progetto "Azione di base per lo sviluppo igienico-sociale delle Isole Bjjagos" in Guinea Bissau e in collaborazione con Fonsipec, con il contributo della Unione Europea, il progetto di ampliamento del Reparto di Pediatria e della istituzione della Patologia Neonatale presso l'Ospedale Giovanni XXIII di La Paz.
Convinta che la formazione sia la premessa per un’azione sanitaria adeguata, contribuisce nel 1988 all’istituzione presso la facoltà di Medicina di Brescia, Cattedra di malattie infettive, di un Corso di aggiornamento in malattie tropicali che dal 2015 si è ampliato in Corso di Malattie Tropicali e Internazionali.

### ANDOS
Alla fine degli anni Settanta fonda la sezione locale dell’ANDOS, Associazione nazionale donne operate al seno.

### AVO
Nel 1980 crea la sede bresciana dell’Associazione Volontari Ospedalieri (AVO) di cui diventa consigliera; è anche consigliera dell’Associazione Balestrieri - Anziani in Linea di Brescia, centro per l’assistenza domiciliare agli anziani, contribuendo alla creazione di Case famiglia per gli anziani, una delle quali le è stata intitolata alla sua morte. Collabora inoltre con l’Associazione “Alleanza per la salute mentale” e svolge per anni attività di volontariato per la Croce Rossa nell’ambulatorio medico alla stazione di Brescia.
Sensibile anche ai problemi ambientali, collabora con ARPA e con CAUTO, rete di cooperative per incentivare il riutilizzo di materiali e operare nella lotta allo spreco del cibo.
È stata eletta al Consiglio comunale di Brescia come indipendente nelle liste della Democrazia Cristiana dal 1980 al 1990. Si occupa delle attività del Comune rivolte agli anziani ma partecipa anche alla discussione sui grandi progetti per lo sviluppo della città quali Palagiustizia, Metro, Fiera e Piano piazze.

## Nel Soroptimist
Nel 1961 è tra le socie fondatrici del Club di Brescia, di cui è Presidente nel biennio 1974-1976, rivolgendo la sua attenzione principalmente alla questione del lavoro delle donne. Promuove inoltre incontri e discussioni su temi sociali e culturali mostrando in anticipo sui tempi sensibilità per il tema ambientale e della sostenibilità.
Rimane attiva all’interno del Club fino agli ultimi giorni della sua vita collaborando alla realizzazione di conferenze, convegni e progetti ispirati agli orientamenti del Soroptimist International d'Italia, mantenendo vive anche le relazioni con gli altri club soroptimisti.

## Scritti
- Almici C, Inzoli M. Trattamento dei ritmi ectopici con ajmalina per via venosa [Treatment of ectopic rhythms with intravenous ajmaline]. Clin Ter. 1968 Sep 30;46(6):557-61. Italian. PMID 5742184
- Inzoli MR, Almici C. La miocardiopatia alcoolica [Alcoholic myocardiopathy]. G Clin Med. 1971 Aug;52(8):621-9. Italian. PMID 5147159.
- Inzoli MR, Almici C. L'impiego di prove farmaco-dinamiche per defferenziare, nell'elettrocardiogramma, le alterazioni del tratto ST e dell'onda T dovute a lesioni organiche e funzionali [Use of pharmacodynamic tests to differentiate in the electrocardiogram the changes of the ST segment and T wave due to organic and functional lesions]. G Clin Med. 1972 Aug;53(8):394-404. Italian. PMID 4666599.
- Almici C, Inzoli MR. La terapia della leucosi acuta con citarabina [Therapy of acute leukosis with cytarabine]. Haematologica. 1973;58(3):172-4. Italian. PMID 4198239.
- Almici C, Albertini A, Inzoli MR. La crioglobulinemia essenziale [Essential cryoglobulinemia]. Haematologica. 1973;58(3):175-7. Italian. PMID 4198240
- Almici C, Inzoli MR. La toxoplasmosi dell'adulto: forme linfoghiandolari e meningo-encefalitiche [Toxoplasmosis in adults: lymph node and meningoencephalitic forms]. G Clin Med. 1973 May;54(5):203-11. Italian. PMID 4752029.
- Inzoli MR, Almici C. La terapia dell'artrite reumatoide con agenti immunosoppressori [Treatment of rheumatoid arthritis with immunosuppressive agents]. Minerva Med. 1973 Aug 4;64(57):2987-91. Italian. PMID 4742637
- Almici C, Inzoli MR, Lazzaroni G, D'Adda P, Zambruni A. La polichemioterapia dei tumori solidi [Polychemotherapy of solid tumors]. G Clin Med. 1974 Apr;55(4):304-12. Italian. PMID 4452440.
- Almici C, Cordoni A, D'Adda P, Inzoli MR, Lazzaroni G, Zambruni A. Le malattie secondarie indotte dalla chemioterapia citostatica [Side effects of cytostatic chemotherapy]. G Clin Med. 1976 Mar-Apr;56(2):131-43. Italian. PMID 184003
- Govoni S, Pasinetti G, Trabucchi M, Inzoli MR, Rozzini R. Plasma prolactin concentrations in a large population of healthy old people. Br Med J (Clin Res Ed). 1983 Oct 15;287(6399):1107. doi: 10.1136/bmj.287.6399.1107. PMID 6414587; PMCID: PMC1549342
- Pirali F, Ravizzola G, Santus G, Inzoli MR, Turano A. Studio dell'attività della S-carbossimetilcisteina sulle concentrazioni di antibiotici nel secreto bronchiale ed effetti terapeutici [Effect of S-carboxymethylcysteine on the concentration of antibiotics in bronchial secretions and its therapeutic effects]. Arch Monaldi. 1985 Jan-Apr;40(1-2):3-18. Italian. PMID 3836611.
- Lombardi G, Polotti R, Polizzi N, Inzoli MR. Prevalence of asymptomatic peripheral vascular disease in a group of patients older than 50. J Am Geriatr Soc. 1986 Jul;34(7):551-2. doi: 10.1111/j.1532-5415.1986.tb04252.x. PMID 3722675.
- Lombardi G, Salmi A, Polotti R, Tarantola P, Paterlini A, Inzoli MR. Is it possible to recognize portal hypertension with continuous-wave Doppler ultrasonography? J Clin Ultrasound. 1987 Feb;15(2):121-5. doi: 10.1002/jcu.1870150206. PMID 3134402.
- Santus G, Sottini C, Inzoli MR, Pirali F, Ravizzola G, Turano A. Aspetti microbiologici delle infezioni urinarie nell'anziano ospedalizzato ed ambulatoriale [Microbiological aspects of urinary infections in hospitalized and ambulatory elderly patients]. Quad Sclavo Diagn. 1987 Jun;23(2):169-75. Italian. PMID 3131829.
- Salmi A, Inzoli M. L'ultrasonografia doppler CW nella diagnosi di ipertensione portale [Continuous-wave ultrasonography in the diagnosis of portal hypertension]. Recenti Prog Med. 1987 Dec;78(12):560-1. Italian. PMID 2967527.
- Rozzini R, Bianchetti A, Carabellese C, Inzoli M, Trabucchi M. Depression, life events and somatic symptoms. Gerontologist. 1988 Apr;28(2):229-32. doi: 10.1093/geront/28.2.229. PMID 3360366
- Rozzini R, Inzoli M, Trabucchï M. Delirium from transdermal scopolamine in an elderly woman. JAMA. 1988 Jul 22-29;260(4):478. PMID 3385907.
- Santus G, Ranzenigo A, Caregnato R, Inzoli MR. Social and family integration of hemiplegic elderly patients 1 year after stroke. Stroke. 1990 Jul;21(7):1019-22. doi: 10.1161/01.str.21.7.1019. PMID 2368102.
- Lombardi G, Rizzi E, Zocca N, Inzoli MR. Epidemiology of anemia in older patients with hip fracture. J Am Geriatr Soc. 1996 Jun;44(6):740-1. doi: 10.1111/j.1532-5415.1996.tb01853.x. PMID 8642178.

## Onorificenze e riconoscimenti
- Premio al merito filantropico [1978],[17]
- Diploma al merito filantropico conferitole dall'Ateneo Scienze Lettere ed Arti (1978)[18]
- Premio al merito conferito dall’Ordine dei Medici Chirurghi e degli Odontoiatri della provincia di Brescia (1998)[19]

- Premio Brescianità conferitole dall’Ateneo Scienze Lettere ed Arti (2004)[21]
- Grosso d’oro conferitole dal Comune di Brescia (2004)[22]
- Premio Pace Menzione speciale conferitale dalla Regione Lombardia (2010)[23]
- Premio Tosio 2012 Premio alla Professione[24]
- Cittadino illustre riconoscimento del Comune di Brescia con apposizione del nominativo su lapide commemorativa presso il Famedio del Cimitero Vantiniano di Brescia (2017)[25]
- Mostra Tre strade, un solo viaggio 11-20 ottobre 2017 Sala Sant'Agostino, Broletto di Brescia[26]
- Evento in ricordo della dott.ssa Inzoli, Umanità e professionalità al servizio del bisogno in tempo di pandemia, 13 maggio 2022[27]

## Intitolazioni
Al suo nome è stata intitolata la Casa famiglia Mariarosa Inzoli